# Маово одело
Маово одело, Џунгшан одело или модерна кинеска туника је кинеска алтернатива европском пословном оделу. У Кини је најпознатије као Џунгшан одело (кин: 中山装) по једној варијанти имена првог кинеског председника Сун Јатсена, који је ово одело увео у употребу. Ван Кине је познатије као Маово одело, по кинеском вођи Мао Цедунгу, који се у овом оделу појављивао у јавности.

## Историја
Џугншан одело је први пут ушло у употребу у периоду Републике Кине, када су високи званичници у влади Сун Јатсена почели да носе ово одело.
Након успостављања Народне Републике Кине, западно пословно одело излази из употребе и замењује га Џунгшан одело, које почињу да носе високи званичници Комунистичке партије Кине.
Након реформи 70их, западно пословно одело почиње да добија на значају у односу на Џунгшан одело, међутим високи кинески званичници су се и даље у јавности појављивали у Џунгшан оделу, посебно током великих свечаности.

### Рецепција на Западу
Маово одело, како је ово одело постало познато на Западу, током 60их и 70их постаје популарно међу левичарским интелектуалцима.
У филмовима о Џејмсу Бонду, његов архинепријатељ Ернст Ставро Блофелд, вођа организације Спектра носи одело које је засновано на Маовом оделу.

## Данашња употреба
У кинеској популарној култури Џунгшан одело поново добија на популарности захваљујући његовој промоцији од стране кинеских филмских звезда и популарних јавних личности.
Међу кинеским званичницима поново добија на значају након доласка Си Ђипинга на чело Кине, који се појављује у овом оделу у јавности.